# Anne Canovas
Anne Canovas (Alger, 25 d'octubre de 1957) és una actriu francesa.

## Filmografia

### Cinema
- 1978: Embraye bidasse… ça fume de Max Pécas: Karine
- 1981: La Puce et le Privé de Roger Kay: la guapeta
- 1983: Poussière d'empire de Lâm Lê: la francesa
- 1983: Zeder de Pupi Avati: Alessandra
- 1984: Le Juge de Philippe Lefebvre: Monique Muller
- 1984: Le Thé à la menthe d'Abdelkrim Bahloul: Joséphine
- 1986: Otage du passé de Régine Obadia
- 1987: Promis: juré ! de Jacques Monnet: Paulette
- 1987: Aria de Robert Altman (esquetx: Les Boréades)
- 1988: Qualcuno in ascolto: Sylvie
- 1990: Vincent et Théo de Robert Altman: Marie
- 1994: Prêt-à-Porter de Robert Altman: Violetta Romney
- 2000: Plus rien:: Mrs Rozinski
- 2001: De l'amour: la mare de Maria
- 2003: Le Divorce de James Ivory: Tasador
- 2004: Une romance italienne: Ines
- 2004: Brodeuses: Mme Lescuyer
- 2006: Le Pressentiment
- 2009: J'ai oublié de te dire de Laurent Vinas-Raymond: Gabrielle
- 2011: EVA de Kike Maíllo: Julia

### Televisió
- 1979: Médecins de nuit de Pierre Lary, episodi: Les Margiis: Éliane
- 1979: Le Pape des escargots: Sylvie
- 1979: Le Jeune homme vert: Marie Dévote
- 1979: La Maréchale d'Ancre: Isabella
- 1980: Comme le temps passe: Françoise
- 1981: La Randonnée: Anne
- 1981: Blanc, bleu, rouge, fulletó: Judith Malahougue
- 1982: Colomba de Giacomo Battiato: Colomba
- 1982: Les Tribulations de Manuel: Voulas
- 1983: La Freccia nel fianco
- 1985: Christopher Columbus: Beatriz Enriquez
- 1986: Il Boss
- 1986: Michigan mélodie: Audrey Fronsac
- 1989: Bambino in fuga, mini-sèrie
- 1990: Julie de Carneilhan: Marianne
- 1991: Un bambino in fuga tre anni dopo
- 1993: Le Secret d'Elissa Rhaïs: Leïla
- 1994: La Peau du chat: la dona de Georges
- 1995: Théo la tendresse, sèrie: Myriam Breuil
- 1996-1999: Le Refuge, sèrie: Mme Degrise
- 1997: Belle comme Crésus: Éliane
- 2000: Le Piège: Lise Imbert
- 2000: Deux frères: Claudia
- 2001: Docteur Sylvestre, episodi Maladie d'amour: Diane d'Orsi
- 2002: Jim, la nuit: Anna
- 2002: Julie Lescaut, episodi Soupçons: Françoise Fiozal
- 2002: Commissariat Bastille, episodi Le blouson rouge: Deleigne
- 2003: Les enfants du miracle: Mireille Daumier
- 2003: Avocats et associés (sèrie, episodi L'enfant du silence): el jutge Alice Larmor
- 2003: Lola, qui es-tu Lola ? (sèrie): Agnès
- 2004: L'Enfant de l'aube: Diane
- 2006: Greco (sèrie): Donatienne Miller
- 2006: Une femme d'honneur, episodi Une erreur de jeunesse: Maria Blin/Valentine Gorday
- 2006: Commissaire Moulin (sèrie) - episodi "Un coupable trop parfait": Mme Lenormand
- 2006: Le Maitre du Zodiaque (sèrie) - episodi 3+: Gioviana Livio
- 2006: Ange de feu: Françoise Sorel
- 2008: Ah, c'était ça la vie ! de Franck Apprederis: Myriam Siberstein, la mère de Jean
- 2009: Les Héritières de Harry Cleven: La Lucchesa
- 2009: L'École du pouvoir de Raoul Peck
- 2009-…: Plus belle la vie: Anémone Vitreuil

## Teatre
- Barouffe à Chioggia, posada en escena Michel Favory
- Tout simplement, posada en escen aJean-Pierre Bouvier
- Le Sablier de Nina Companeez, posada en escena de l'autor
- 1981: Au Bonheur des dames d'Émile Zola, posada en escena Jacques Échantillon, Théâtre de la Ville, Les Tréteaux du Midi
- 1984: Le Sablier de Nina Companeez, posada en escena de l'autor, Théâtre Antoine
- 1988: Une femme sans histoire d'Albert Ramsdell Gurney, posada en escena Bernard Murat, Comédie des Champs-Elysées
- 1994: La Nuit du crime de Jean Serge, Robert Chazal i Robert Hossein de Steve Pasteur, posada en escena Robert Hossein, Théâtre de Paris
- 2012: Un stylo dans la tête de Jean Dell, posada en escena de Jean-Luc Moreau, Théâtre des Nouveautés

## Premis i nominacions

### Nominacions
- 2012. Gaudí a la millor actriu secundària per EVA